# Saleh al-Maghamsi
Saleh bin Awad al-Maghamsi (arab. صالح بن عواد المغامسي الحربي; ur. 17 listopada 1963 r. w prowincji Medyna) – imam Meczetu Kuba w Medynie w latach 2006–2020 i nauczyciel.

## Życiorys
Urodził się i dorastał w Medynie, gdzie ukończył naukę. Ukończył arabistykę i studia islamskie na Uniwersytecie Króla Abdulaziza w Dżuddzie, z których uzyskał licencjat. Następnie wykładał na saudyjskich uniwersytetach.
W roku 2006 został imamem Meczetu Kuba, posługę tę pełnił do marca 2020 roku.

## Kontrowersje
W roku 2012 powiedział o Usamie ibn Ladinie, że ten miał więcej świętości i honoru w oczach Allaha oraz żydów, chrześcijan, zaratusztrian, ateistów i apostatów nazwał niewiernymi.